# Bataille de Forum Gallorum
Guerre civile de Modène
Batailles
Siège de Modène, Bataille de Forum Gallorum
La Bataille de Forum Gallorum est une bataille terrestre qui se déroula le 14 avril de l'an 43 av. J.-C. dans le cadre de la Guerre civile de Modène. Elle se produit dans la campagne, près de l'actuelle village de Castelfranco Emilia (Italie du Nord).

## Contexte

Mouvements des légions pendant la Guerre civile de Modène.

Marc-Antoine a assiégé, avec ses légions, Decimus Brutus qui s'est enfermé dans Mutina. 
Fin mars ou début avril, le consul Hirtius et Octavien partent à la tête de leurs légions en direction de Modène afin de dégager la ville. Après plusieurs escarmouches avec une partie des forces de Marc-Antoine, ils prennent Claternae et Bononia puis s'installent, début mars 43 av. J.-C., au nord-est de Modène pour attendre l'arrivée du consul Pansa avec cinq légions levées avec difficulté.
Pour éviter d'être encerclé ou que ses adversaires n'unissent leurs forces, Marc-Antoine comprend rapidement qu'il doit prendre l'initiative. Il laisse donc une petite partie de ses troupes pour bloquer Brutus dans Mutina tandis qu'il part avec l'essentiel de ses troupes et sa cavalerie maure pour harceler le camp fortifié de Hirtius et Octavien, qui refusent la bataille pour attendre l'arrivée de Pansa dont ils sont informés qu'elle est imminente.
Comprenant que le temps joue contre-lui, Marc-Antoine change de stratégie et décide de s'attaquer aux troupes de Pansa qu'il sait inexpérimentées. Pour cela, il laisse quelques troupes pour continuer le harcèlement du camp de Hirtius et Octavien alors qu'il emmène l'essentiel de ses forces à Forum Gallorum, localité située le long de la via Æmilia entre Modène et Bologne. Toutefois, Marc-Antoine ne sait pas que Hirtius et Octavien ont envoyé à Pansa leur garde prétorienne et la Legio I Martia constitué de vétérans dont le mouvement n'a pas été repéré pendant la nuit. 

## La bataille
Le 14 avril 43 av. J.-C., la bataille se déroule en deux temps.
Les troupes de Marc Antoine se retrouvent en face de celles de Pansa, à l'est de Forum Gallorum, sur la via Æmilia. Marc-Antoine installe au milieu, sur la route sur-élevée, ses cohortes prétoriennes, tandis que ses deux légions se trouvent de part et des troupes de cavalerie sont sur les ailes. Pansa disposa également ses cohortes prétoriennes au milieu tandis que sa légion de vétérans était de part et d'autre ; il fut ordonné à l'essentiel des jeunes recrues de ne pas se joindre à la bataille, afin de ne pas créer de la confusion, et de se retrancher. Les deux armées de vétérans avancèrent lentement l'une vers l'autre et l'aile droite de MArc-Antoine engagea la confrontation par un lancer de javelots. Comme le terrain ne permettait pas les manoeuvres d'encerclement, les deux armées conservent leur lignes et il s'ensuivit une longue tuerie. Lorsque les troupes de Pansa commencent à céder, celui-ci est gravement blessé et évacué. Toutefois, il envoie un message à Hirtius - qui se trouve à 11 km - pour l'informer de la tournure de la bataille et lui demander d'envoyer en urgence des renforts. Les troupes de Pansa sont mises en déroute et les survivants se replient autour du camp où sont les jeunes recrues intactes. Ses troupes étant épuisées et manquant de temps car ses autres ennemis sont à proximité, Marc-Antoine renonce à encercler ses ennemis et se replie sur Forum Gallorum puis Modène.
Immédiatement après avoir reçu le message de son confrère, le consul Hirtius part avec 20 cohortes (dont la légion IV qui a fait défection à Marc-Antoine quelques semaines plus tôt) et laisse Octavien seul, avec 1 légion, pour garder le camp. Les troupes fraiches et organisées de Hirtius, tombèrent sur celles fatiguées et avançant en ordre dispersé de Marc Antoine, un peu à l'ouest de Forum Gallorum, sur la via Aemilia. Ces dernières essayèrent de se regrouper et organiser rapidement juste avant le choc. Mais cela ne suffit pas et les légionnaires fatigués furent submergés par les troupes fraîches de Hirtius. Une partie échappa à la tuerie en s'enfuyant dans les bois environnants ; la nuit et les efforts désespérés de la cavalerie maure leur permirent de se sauver puis de rejoindre les troupes restées pour maintenir le siège de Modène.

## Conséquences
Marc Antoine sortit très affaibli militairement de cette première confrontation, ayant perdu la moitié de ses Legio II et Legio XXX, ainsi qu'une grande partie de sa cohorte prétorienne et de la légion envoyée par Marcus Junius Silanus. 
Deux jours après la bataille, Octavien fut acclamé imperator par ses troupes alors même qu'il n'avait pas pris part à la bataille et avait gardé le camp.